# Mabel's Stormy Love Affair
Mabel's Stormy Love Affair é um filme de comédia norte-americano de 1914, dirigido e estrelado por Mabel Normand e dirigido por Mack Sennett.

## Elenco
- Mabel Normand
- Hank McCoy